# Pandore (série télévisée)
Pour les articles homonymes, voir Pandore et Pandore (homonymie).
Pandore est une série télévisée dramatique belge réalisée par Savina Dellicour et Vania Leturcq et diffusée en 2022. Elle est surnommée en Belgique francophone le "House of Cards Met Ribbekes".
Une saison 2 sera diffusée à partir du mardi 5 novembre 2024 sur La Une. Cependant, depuis le 15 septembre, les abonnés à Pickx + peuvent la suivre sur cette plateforme.

## Synopsis
Bruxelles, à deux mois des élections. La campagne est perturbée par une enquête de corruption. Survient alors un viol qui va provoquer la collision d'une juge d'instruction, d'un homme politique, d'une activiste et d'une journaliste.

## Fiche technique
- Titre original : Pandore
- Réalisation : 
  - Savina Dellicour (6 épisodes)
  - Vania Leturcq (4 épisodes)
- Scénario : Anne Coesens, Savina Dellicour, Vania Leturcq
- Photographie : Joachim Philippe s.b.c.
- Montage : Nicolas Bier, Mathieu Toulemonde, Ewin Ryckaert
- Musique : Sophie Balbeur
- Costumes : Patricia Saive et Chandra Vellut
- Pays d'origine : Belgique
- Langue originale : français
- Format : couleur
- Genre : drame
- Durée : 10 × 45 min (saison 1) ; 6 × 45 min (saison 2)
- Première diffusion :
  - Belgique : février 2022

## Distribution
- Anne Coesens : Claire Delval - 10 épisodes
- Myriem Akheddiou : Krystel Horrens - 10 épisodes
- Peter Van Den Begin : Peter Van Maaren - 10 épisodes
- Salomé Richard : Ludivine et Rachel Gilson - 10 épisodes
- Yoann Blanc : Mark Van Dyck - 10 épisodes
- Vincent Lecuyer : Samuel Rouve - 10 épisodes
- Noureddine Farihi : Commissaire Van Bocksel - 10 épisodes
- Mélissa Diarra : Sasha Hamzaoui - 10 épisodes
- Edwige Baily : Hélène Van Dyck - 9 épisodes
- Jérôme Varanfrain : Serge Valory - 9 épisodes
- Johan Leysen : Simon Delval - 8 épisodes
- Georges Siatidis : Président du parti - 8 épisodes
- Mathilde Rault : Diane Delval - 8 épisodes
- Bruno Mullenaerts : Alain Montoyer - 8 épisodes
- Valérie Bodson : Bénédicte Gilson - 7 épisodes
- Alice D'Hauwe : Blanche - 7 épisodes
- Anne Benoît : Yvonne Delval - 6 épisodes
- Francesco Mormino : Jacques Gilson - 6 épisodes
- Stany Paquay : Cyril Debay - 6 épisodes
- Françoise Oriane : Mère de Mark - 6 épisodes
- Louise Manteau : Louise - 5 épisodes
- Thierry Hellin : Président du tribunal - 5 épisodes
- Lucie Flamant : Lucie - 5 épisodes
- Jo Deseure : Thérèse Mahy - 4 épisodes
- Félix Vannoorenberghe : Steve Meert - 4 épisodes
- William Amorin : Etienne Diallo - 4 épisodes
- Antonin Cornet : Bogdan Misevich - 4 épisodes
- Amine Hatim : Osman Rahim - 4 épisodes
- Anas El Marcouchi : Wahab Habib - 3 épisodes
- Florence Hainaut : Présentatrice TV - 3 épisodes[réf. nécessaire]